# Anisoplia tritici
Anisoplia tritici är en skalbaggsart som beskrevs av Ernst Hellmuth von Kiesenwetter 1858. Anisoplia tritici ingår i släktet Anisoplia och familjen Rutelidae. Inga underarter finns listade i Catalogue of Life.